# Ollie Watkins
Oliver George Arthur Watkins, noto semplicemente come Ollie Watkins (Newton Abbot, 30 dicembre 1995), è un calciatore inglese, attaccante dell'Aston Villa e della nazionale inglese, con cui è stato vicecampione d'Europa nel 2024.

## Biografia
Figlio di Steven e Delsi-May, i suoi genitori hanno divorziato quando lui era ancora un bambino. Ollie ha tre fratelli, Richie, Dale e Jordan oltre che una sorella, Charlotte. La madre lavorava come cantante. Lui e la sua fidanzata Ellie Alderson hanno avuto una figlia di nome Amara e successivamente un maschio di nome Marley.

## Caratteristiche tecniche
Gioca nella posizione di punta centrale ma può occupare anche le posizioni di ala destra e ala sinistra, Watkins nelle sue qualità di finalizzatore combina la potenza di tiro alla capacità di calciare bene con entrambi i piedi, inoltre è pure un buon tiratore di testa, sa insaccare il gol anche quando è ben marcato. Nella sua carriera si è pure confermato un buon "uomo- assist".

## Carriera

### Club

#### Exeter City e Weston-super-Mare
Calcisticamente cresciuto nel settore giovanile dell’Exeter City, debutta in prima squadra nella Football League Two (la quarta divisione inglese) il 3 maggio 2014 nella vittoria per 2-0 contro l'Hartlepool United, segna il suo primo gol nella Football League Trophy perdendo per 3-1 contro il Coventry City. Dopo un'ottima stagione in prestito nella sesta divisione al Weston-super-Mare ha fatto ritorno all'Exter City nel 2015, venendo inserito stabilmente in prima squadra e dimostrandosi come uno dei migliori talenti del campionato. Nell'edizione 2015-2016 del campionato segna la rete del 1-0 battendo il Cambridge Utd., è autore del gol del 4-1 sconfiggendo il Notts County, segna una rete sia contro il Crawley Town che contro lo Yeovil Town vincendo entrambe le partite per 2-0, inoltre riesce a segnare una doppietta che consente di ottenere la vittoria per 2-1 ai danni del Plymouth Argyle. Nell'edizione successiva del campionato segna il gol del 2-0 battendo il Stevenage, il suo gol permette di conquistare la vittoria su 1-0 contro il Leyton Orient, riesce a segnare una doppietta battendo prima il Mansfield Town per 2-0 e poi il Carlisle per 3-2, inoltre nella vittoria contro il Newport County nella partita conclusa per 4-1 Watkins è autore di una tripletta.

#### Brentford
Il 18 luglio 2017 è stato acquistato per circa due milioni di euro dal Brentford, squadra militante nella seconda divisione in Football League Championship. Nella sua prima stagione segna il gol del 3-1 battendo il Fulham, è autore della rete 3-2 sconfiggendo il Preston, riesce a segnare il gol del 3-0 vincendo contro il Bolton, segna una rete sia contro il Burton Albion ed il match si conclide con una vittoria per 2-0, realizza inoltre una doppietta sconfiggendo per 5-0 il Birmingham. Nell'edizione 2018-2019 segna un gol battendo per 5-1 il Rotherham United, è autore della rete del 2-1 sconfiggendo il Nottingham Forest, riesce a segnare un gol contro il Sheffield Wednesday, il Millwall e l'Ipswich vincendo per 2-0 tutte e tre le partite, realizza inoltre una doppietta imponendosi per 5-2 ai danni del Blackburn.
Nella sua ultima stagione con la squadra, segna ventisei gol nel campionato, con le sue reti la squadra batte il Middlesbrough, il Reading e il West Bromwich con il risultato di 1-0, segna un gol nella vittoria per 2-1 contro il Cardiff, mette a segna una rete anche contro l'Hull City nel successo per 5-1, è autore di una doppietta nella vittoria per 3-1 contro lo Swansea City oltre che nella partita vinta per 4-0 contro il Bristol City e quella conclusasi per 3-0 con il Derby County, tra l'altro sigla una tripletta ai danni del Barnsley vincendo per 3-1

#### Aston Villa
Gioca nella prima divisione, la Premier League, quando, il 9 settembre 2020, viene acquistato dall'Aston Villa per trenta milioni di euro, diventando il calciatore più pagato nella storia del club. nella sua prima stagione segna in doppia cifra in campionato con quattordici gol dando un gran contributo alla sua squadra, è autore di un gol battendo per 2-0 il Newcastle, riesce a segnare il gol del 3-1 vincendo ai danni del Fulham, inoltre sigla una rete contro il Tottenham e l'Everton vincendo per 2-1 entrambi i match, segna una doppietta battendo per 3-0 l'Arsenal, inoltre il 4 ottobre 2020 esegue un gol di destro, un gol di mancino ed uno di testa che gli permettono di realizzare una "tripletta perfetta" nella vittoria per 7-2 contro il Liverpool. È stata la sconfitta più pesante subita dal Liverpool negli ultimi 57 anni e la prima volta che la squadra campione in carica in Premier League abbia concesso 7 gol in una singola partita.
Nell'edizione 2021-2022 della Premier League segna undici gol, è autore di una rete battendo per 3-1 il Burnley, apre le marcature contro il Southampton vincendo per 4-0, segna un gol anche contro il Brighton & Hove e il Norwich City con tutti e due i match che si concludono per 2-0, l'ultima rete in campionato la mette a segno nel pareggio per 1-1 contro il Crystal Palace. Il 23 agosto 2023 Watkins segna una tripletta nella vittoria per 5-0 contro l'Hibernian valida per la qualificazione ai gironi della UEFA Conference League.
Segna quindici gol dell'edizione successiva del campionato, sigla la rete del 4-0 battendo il Brentford, segna il gol del 1-0 vincendo contro il Southampton, è autore di una rete sconfiggendo per 2-1 sia il Brighton & Hove che il Leicester City, segna un gol anche contro l'Everton, il Chelsea e il Nottingham Forest vincendo per 2-0 tutte e tre le partite, inoltre mette a segno una doppietta nella vittoria per 3-0 contro il Newcastle.
Durante la Conference League segna un gol nella vittoria per 2-1 contro l'AZ e si ripede anche contro il Lille vincendo con lo stesso risultato, sigla una rete anche contro l'Ajax nella vittoria per 4-0. Nell'edizione 2023-2024 della Premier League segna il suo primo gol nel successo per 1-0 contro il Chelsea, sigla una doppietta nelle vittoria contro il Fulham (2-1) e il Luton Town (3-2) oltre che nel pareggio contro il Brentford (3-3), il 30 settembre segna una tripletta con i Villans nella vittoria casalinga per 6-1 contro il Brighton & Hove, infine il 14 aprile 2024 segna un gol nella vittoria per 2-0 in trasferta contro l'Arsenal diventando così il miglior marcatore con l'Aston Villa in una stagione di Premier League, 19 gol senza rigori, al pari di Christian Benteke nella stagione 2012-13. Conclude la stagione in Premier League oltre che con i 19 gol segnati anche con 13 assist, venendo nominato così miglior Playmaker della stagione.

### Nazionale
Il 18 marzo 2021 riceve la sua prima convocazione in nazionale. Debutta con la selezione inglese 7 giorni dopo in occasione del successo per 5-0 contro San Marino, realizzando pure il suo primo gol per l'Inghilterra.
Convocato per gli Europei 2024, il 10 luglio segna il gol decisivo che permette alla propria nazionale di vincere la semifinale contro i Paesi Bassi (2-1) e accedere alla finale.

## Statistiche

### Presenze e reti nei club
Statistiche aggiornate all'11 gennaio 2025.
| Stagione           | Squadra            | Campionato         | Campionato | Campionato | Coppe nazionali | Coppe nazionali | Coppe nazionali | Coppe continentali | Coppe continentali | Coppe continentali | Altre coppe | Altre coppe | Altre coppe | Totale | Totale | Totale |
| Stagione           | Squadra            | Comp               | Pres       | Reti       | Comp            | Pres            | Reti            | Comp               | Pres               | Reti               | Comp        | Pres        | Reti        | Pres   | Reti   |        |
| ------------------ | ------------------ | ------------------ | ---------- | ---------- | --------------- | --------------- | --------------- | ------------------ | ------------------ | ------------------ | ----------- | ----------- | ----------- | ------ | ------ | ------ |
| 2013-2014          | Exeter City        | FL2                | 3          | 0          | FACup+CdL       | 0               | 0               | -                  | -                  | -                  | FLT         | 1           | 1           | 4      | 1      |        |
| 2014-2015          | Weston-super-Mare  | NLS                | 24         | 10         | FACup+CdL       | 0               | 0               | -                  | -                  | -                  | FAT         | 1           | 0           | 25     | 10     |        |
| 2015-2016          | Exeter City        | FL2                | 20         | 8          | FACup+CdL       | 2+0             | 1+0             | -                  | -                  | -                  | FLT         | 0           | 0           | 22     | 9      |        |
| 2016-2017          | Exeter City        | FL2                | 45+3       | 13+2       | FACup+CdL       | 0+2             | 0               | -                  | -                  | -                  | FLT         | 2           | 1           | 52     | 16     |        |
| Totale Exeter City | Totale Exeter City | Totale Exeter City | 71         | 23         |                 | 4               | 1               |                    | -                  | -                  |             | 3           | 2           | 78     | 26     |        |
| 2017-2018          | Brentford          | FLC                | 45         | 10         | FACup+CdL       | 1+2             | 0+1             | -                  | -                  | -                  | -           | -           | -           | 48     | 11     |        |
| 2018-2019          | Brentford          | FLC                | 41         | 10         | FACup+CdL       | 3+1             | 2+0             | -                  | -                  | -                  | -           | -           | -           | 45     | 12     |        |
| 2019-2020          | Brentford          | FLC                | 46+3       | 25+1       | FACup+CdL       | 0+1             | 0               | -                  | -                  | -                  | -           | -           | -           | 50     | 26     |        |
| Totale Brentford   | Totale Brentford   | Totale Brentford   | 135        | 46         |                 | 8               | 3               |                    | -                  | -                  |             | -           | -           | 143    | 49     |        |
| 2020-2021          | Aston Villa        | PL                 | 37         | 14         | FACup+CdL       | 0+3             | 0+2             | -                  | -                  | -                  | -           | -           | -           | 40     | 16     |        |
| 2021-2022          | Aston Villa        | PL                 | 35         | 11         | FACup+CdL       | 1+0             | 0               | -                  | -                  | -                  | -           | -           | -           | 36     | 11     |        |
| 2022-2023          | Aston Villa        | PL                 | 37         | 15         | FACup+CdL       | 1+2             | 0+1             | -                  | -                  | -                  | -           | -           | -           | 40     | 16     |        |
| 2023-2024          | Aston Villa        | PL                 | 37         | 19         | FACup+CdL       | 3+1             | 0               | UECL               | 12                 | 8                  | -           | -           | -           | 53     | 27     |        |
| 2024-2025          | Aston Villa        | PL                 | 36         | 16         | FACup+CdL       | 1+0             | 0+0             | UCL                | 8                  | 1                  | -           | -           | -           | 45     | 17     |        |
| Totale Aston Villa | Totale Aston Villa | Totale Aston Villa | 181        | 75         |                 | 12              | 3               |                    | 20                 | 9                  |             | -           | -           | 213    | 87     |        |
| Totale carriera    | Totale carriera    | Totale carriera    | 410        | 151        |                 | 21              | 7               |                    | 20                 | 9                  |             | 4           | 2           | 463    | 181    |        |

### Cronologia presenze e reti in nazionale
| Cronologia completa delle presenze e delle reti in nazionale ― Inghilterra | Cronologia completa delle presenze e delle reti in nazionale ― Inghilterra | Cronologia completa delle presenze e delle reti in nazionale ― Inghilterra | Cronologia completa delle presenze e delle reti in nazionale ― Inghilterra | Cronologia completa delle presenze e delle reti in nazionale ― Inghilterra | Cronologia completa delle presenze e delle reti in nazionale ― Inghilterra | Cronologia completa delle presenze e delle reti in nazionale ― Inghilterra | Cronologia completa delle presenze e delle reti in nazionale ― Inghilterra |
| Data                                                                       | Città                                                                      | In casa                                                                    | Risultato                                                                  | Ospiti                                                                     | Competizione                                                               | Reti                                                                       | Note                                                                       |
| -------------------------------------------------------------------------- | -------------------------------------------------------------------------- | -------------------------------------------------------------------------- | -------------------------------------------------------------------------- | -------------------------------------------------------------------------- | -------------------------------------------------------------------------- | -------------------------------------------------------------------------- | -------------------------------------------------------------------------- |
| 25-3-2021                                                                  | Londra                                                                     | Inghilterra                                                                | 5 – 0                                                                      | San Marino                                                                 | Qual. Mondiali 2022                                                        | 1                                                                          | 63’                                                                        |
| 2-6-2021                                                                   | Middlesbrough                                                              | Inghilterra                                                                | 1 – 0                                                                      | Austria                                                                    | Amichevole                                                                 | -                                                                          | 61’                                                                        |
| 6-6-2021                                                                   | Middlesbrough                                                              | Inghilterra                                                                | 1 – 0                                                                      | Romania                                                                    | Amichevole                                                                 | -                                                                          | 82’                                                                        |
| 9-10-2021                                                                  | Andorra la Vella                                                           | Andorra                                                                    | 0 – 5                                                                      | Inghilterra                                                                | Qual. Mondiali 2022                                                        | -                                                                          | 79’                                                                        |
| 12-10-2021                                                                 | Londra                                                                     | Inghilterra                                                                | 1 – 1                                                                      | Ungheria                                                                   | Qual. Mondiali 2022                                                        | -                                                                          | 90+2’                                                                      |
| 26-3-2022                                                                  | Londra                                                                     | Inghilterra                                                                | 2 – 1                                                                      | Svizzera                                                                   | Amichevole                                                                 | -                                                                          | 88’                                                                        |
| 29-3-2022                                                                  | Londra                                                                     | Inghilterra                                                                | 3 – 0                                                                      | Costa d'Avorio                                                             | Amichevole                                                                 | 1                                                                          | 62’                                                                        |
| 13-10-2023                                                                 | Londra                                                                     | Inghilterra                                                                | 1 – 0                                                                      | Australia                                                                  | Amichevole                                                                 | 1                                                                          | 73’                                                                        |
| 20-11-2023                                                                 | Skopje                                                                     | Macedonia del Nord                                                         | 1 – 1                                                                      | Inghilterra                                                                | Qual. Euro 2024                                                            | -                                                                          | 58’                                                                        |
| 23-3-2024                                                                  | Londra                                                                     | Inghilterra                                                                | 0 – 1                                                                      | Brasile                                                                    | Amichevole                                                                 | -                                                                          |                                                                            |
| 26-3-2024                                                                  | Londra                                                                     | Inghilterra                                                                | 2 – 2                                                                      | Belgio                                                                     | Amichevole                                                                 | -                                                                          | 80’                                                                        |
| 3-6-2024                                                                   | Newcastle upon Tyne                                                        | Inghilterra                                                                | 3 – 0                                                                      | Bosnia ed Erzegovina                                                       | Amichevole                                                                 | -                                                                          | 61’                                                                        |
| 20-6-2024                                                                  | Francoforte sul Meno                                                       | Danimarca                                                                  | 1 – 1                                                                      | Inghilterra                                                                | Euro 2024 - 1º turno                                                       | -                                                                          | 69’                                                                        |
| 10-7-2024                                                                  | Dortmund                                                                   | Paesi Bassi                                                                | 1 – 2                                                                      | Inghilterra                                                                | Euro 2024 - Semifinale                                                     | 1                                                                          | 81’                                                                        |
| 14-7-2024                                                                  | Berlino                                                                    | Spagna                                                                     | 2 – 1                                                                      | Inghilterra                                                                | Euro 2024 - Finale                                                         | -                                                                          | 61’ 90+1’                                                                  |
| 10-10-2024                                                                 | Londra                                                                     | Inghilterra                                                                | 1 – 2                                                                      | Grecia                                                                     | UEFA Nations League 2024-2025 - 1º turno                                   | -                                                                          | 60’                                                                        |
| 13-10-2024                                                                 | Helsinki                                                                   | Finlandia                                                                  | 1 – 3                                                                      | Inghilterra                                                                | UEFA Nations League 2024-2025 - 1º turno                                   | -                                                                          | 69’                                                                        |
| 14-11-2024                                                                 | Amarousio                                                                  | Grecia                                                                     | 0 – 3                                                                      | Inghilterra                                                                | UEFA Nations League 2024-2025 - 1º turno                                   | 1                                                                          | 67’                                                                        |
| Totale                                                                     |                                                                            | Presenze                                                                   | 19                                                                         |                                                                            | Reti                                                                       | 5                                                                          |                                                                            |

## Palmarès

### Individuale
- EFL Awards: 1

Championship Player of the Year: 2020